# Mago III
Mago III of Magon III, Fenicisch mgn ( ; "weldoener"), uit de dynastie der Magoniden was van 375 v.Chr. tot 344 v.Chr. suffeet van Carthago.
Hij volgde zijn vader Mago II op, die in de 375 v.Chr. op Sicilië was omgekomen in de strijd van Carthago tegen tiran Dionysios I van Syracuse. Dionysios eiste na zijn overwinning geheel Sicilië op. De Carthagers wisten een korte wapenstilstand te bedingen, zogenaamd om met hun regering te overleggen over de overgave van hun Siciliaanse steden, maar in werkelijkheid om Mago's jonge zoon de kans te geven het Carthaags leger voor te bereiden op een laatste confrontatie met de Grieken. Na afloop van het bestand namen beide legers opnieuw de wapens tegen elkaar op en Mago III wist in de slag bij Cronium de Grieken te verslaan, waarbij de laatsten 14.000 man verloren. Dionysios tekende de vrede en gaf de steden Selinous en Akragas over aan de Carthagers. Bovendien betaalde hij hen een som van 1000 talenten.